# Guisser
Guisser (franska: Guisser (CR), Guisser (Commune Rurale), arabiska: كدانة) är en kommun i Marocko.   Den ligger i provinsen Settat och regionen Casablanca-Settat, i den norra delen av landet, 150 km söder om huvudstaden Rabat. Antalet invånare är 9 449.